# Computational fluid dynamics

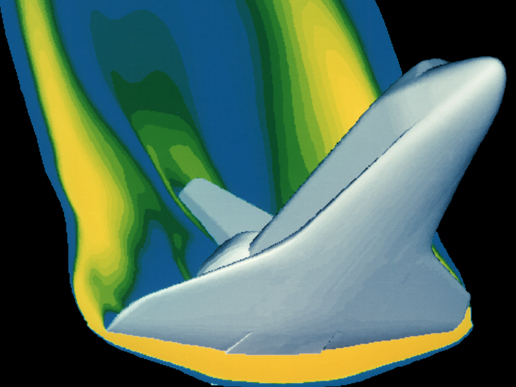
CFD-beräkning av en landning av Space Shuttle

Computational fluid dynamics (CFD; på svenska beräkningsströmningsdynamik) är en gren av fluidmekaniken där numeriska metoder används för att analysera strömningsproblem. Populära kommersiella programvaror är till exempel ANSYS, Autodesk CFD, FLUENT, CFX, Star-CD, Star-CCM+, FIRE och COMSOL.

## Matematisk modell
Den grundläggande matematiska modellen som CFD vilar på är Navier-Stokes ekvationer, vanligtvis med vissa förenklingar. Beroende på vilket problem man vill analysera så arbetar man med olika komplexa modeller. Dessa modeller uttrycks som system av partiella differentialekvationer.
- Navier-Stokes ekvationer
- Eulers ekvationer
- potentialströmning

## Metodik

### Diskretisering
Eftersom de partiella differentialekvationer som beskriver flödet vanligtvis är olinjära och mycket sällan eller aldrig har en analytisk lösning måste ekvationerna lösas numeriskt. En övergripande strategi är att i analysen dela upp strömningsfältet i mindre delar, där man sedan löser ekvationerna med förenklade och approximativa metoder inom varje del.

#### Finita volymmetoden
Finita volymmetoden är den vanligaste metoden för moderna CFD-program.
{\displaystyle {\frac {\partial }{\partial t}}\iiint Q\,dV+\iint F\,d\mathbf {A} =0,}
Där {\displaystyle Q} är en vektor av konserverade variablar, {\displaystyle F} är en vektor av flöden så som massflöde, flöde av rörelsemängd eller flöde av energi, {\displaystyle V} är volymen av kontrolvolyms elementet och {\displaystyle \mathbf {A} } är ytarean av kontrolvolyms elementet.

#### Finita differenser
{\displaystyle {\frac {\partial Q}{\partial t}}+{\frac {\partial F}{\partial x}}+{\frac {\partial G}{\partial y}}+{\frac {\partial H}{\partial z}}=0}

### Turbulensmodellering
En avgörande egenskap hos flöden är huruvida de är laminära eller turbulenta. Detta bestäms i sin tur av relationen mellan tröghetskrafter och viskösa krafter, som kan karakteriseras med Reynolds tal

{\displaystyle Re={\frac {U*L}{\nu }}}

där {\displaystyle U} är en karakteristisk hastighet för strömningsfältet (till exempel medelhastigheten i ett rör), {\displaystyle L} är en karakteristisk längd (till exempel diametern i ett rör), och {\displaystyle {\nu }} är den kinematiska viskositeten.
Vid låga Reynolds-tal, till exempel strömning av olja (hög viskositet) i små rör (liten diameter) kommer strömningen att vara laminär. För en mycket stor del av tekniska tillämpningar med strömning av till exempel vatten och luft är viskositeten "låg" och hastigheten "hög", och vi får ett högt Reynolds-tal, och strömningen blir instabil och bildar små virvlar som sprider sig i strömningsfältet - strömningen är turbulent.
Turbulens kan simuleras explicit genom så kallad Direkt numerisk simulering, men detta är mycket resurskrävande då det kräver en uppdelning av strömningsfältet i extremt små delar för att fånga uppkomsten av turbulensvirvlar.
För praktiskt bruk är man hänvisad till att använda någon av många turbulensmodeller. Två huvudfamiljer av sådana modeller är:
- Reynolds-averaged Navier-Stokes (RANS)
- Large eddy simulation (LES)

där valet av modell är en kompromiss mellan tillgängliga beräkningsresurser och den noggrannhet man behöver i sin analys.